# 1631
1631 је била проста година.

## Догађаји

### Септембар
- 17. септембар — Битка код Брајтенфелда (1631)